# Завада Михайло Йосипович
Михайло Йосипович Завада (22 листопада 1981, с. Драганівка, Тернопільська область — 22 квітня 2022, біля с. Богоявленка, Донецька область, Україна) — український військовослужбовець, солдат Збройних сил України, учасник російсько-української війни.

## Життєпис
Народився 22 листопада 1981 року в селі Драганівці, нині Підгороднянської громади Тернопільського району Тернопільської області.
Працював у лісництві. Строкову службу не проходив, проте з початком російського вторгнення в Україну став на захист країни. Був стрільцем 68 ОЄБр. 
Загинув 22 квітня 2022 року біля с. Богоявленка на Донеччині. Похований 27 квітня 2022 року в родинному селі.
Залишилися мати, дружина та дві доньки.

## Нагороди
- орден «За мужність» III ступеня (17 червня 2022, посмертно) — за особисту мужність і самовіддані дії, виявлені у захисті державного суверенітету та територіальної цілісності України, вірність військовій присязі[1].